# Centullus IV van Béarn
Centullus IV van Béarn bijgenaamd de Oude (overleden in 1058) was van 1012 tot aan zijn dood burggraaf van Béarn. Hij behoorde tot het huis Béarn.

## Levensloop
Centullus IV was de zoon van burggraaf Gaston II van Béarn en diens onbekend gebleven echtgenote. Na de dood van zijn vader in 1012 was hij nog minderjarig, waardoor een regent tot in 1022 over zijn gebieden regeerde.
Centullus hechtte een groot belang aan goede relaties met de Rooms-Katholieke Kerk. In het jaar dat hij zelfstandig begon te regeren stichtte hij de Abdij van Saint-Pé-de-Bigorre, op de grens met het graafschap Bigorre. Hij werd door zijn suzerein Sancho VI Willem, hertog van Gascogne, onmiddellijk geïnstalleerd als verdediger van deze abdij en ook van de pauselijke landerijen in Gascogne en Béarn. 
Bovendien probeerde hij meer macht te verwerven in de naburige gebieden. Om dit doel te bereiken huwde hij met Angela, dochter en erfgename van burggraaf Aner Wolf II van Oloron, waardoor hij Oloron en Béarn kon verenigen. Ook kwam Centullus in het bezit van de valleien van Aspe, Ossau en Bartélous, tussen de rivieren Oloron en Navarrenx. Hij regeerde een tijdlang samen met zijn zoon Gaston III, totdat die rond 1045 vroegtijdig overleed.
Centullus voerde eveneens oorlog tegen de burggraven van Dax en Soule. In 1050 liet hij burggraaf Arnold II van Dax doden. Centullus zelf werd in 1058 gedood in een hinderlaag die opgezet was door troepen van de burggraaf van Soule. Zijn kleinzoon Centullus V volgde hem op.

## Nakomelingen
Centullus IV en zijn echtgenote Angela kregen volgende kinderen:
- Gaston III (overleden rond 1045), medeburggraaf van Béarn
- Raymond Centellus
- Aurelius Centullus, heer van Clarac, Igon, Baudreix, Boeil en Auga